# Evangeliumschristen-Baptisten

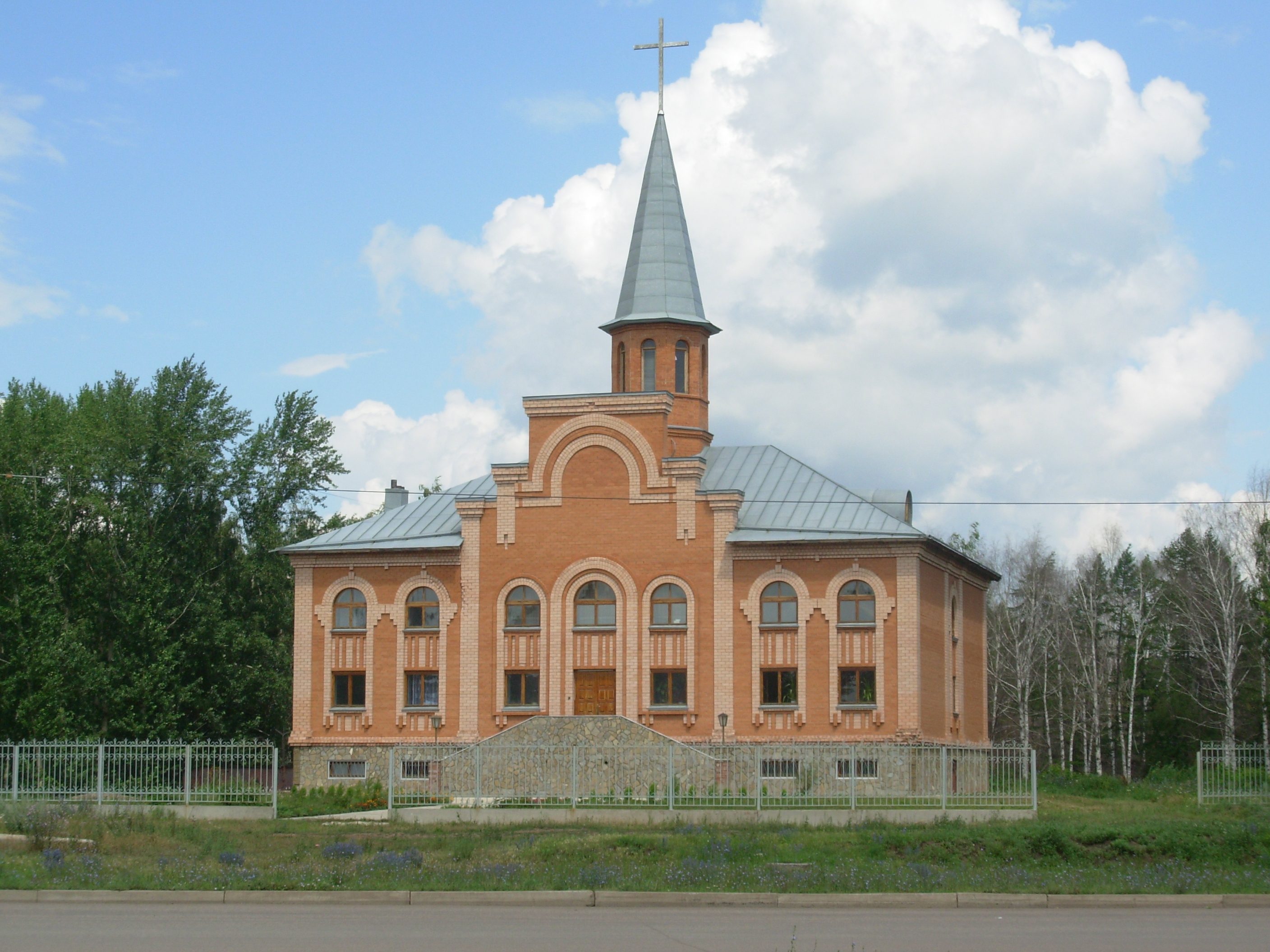
Gemeindehaus der Evangeliumschristen-Baptisten in Salawat

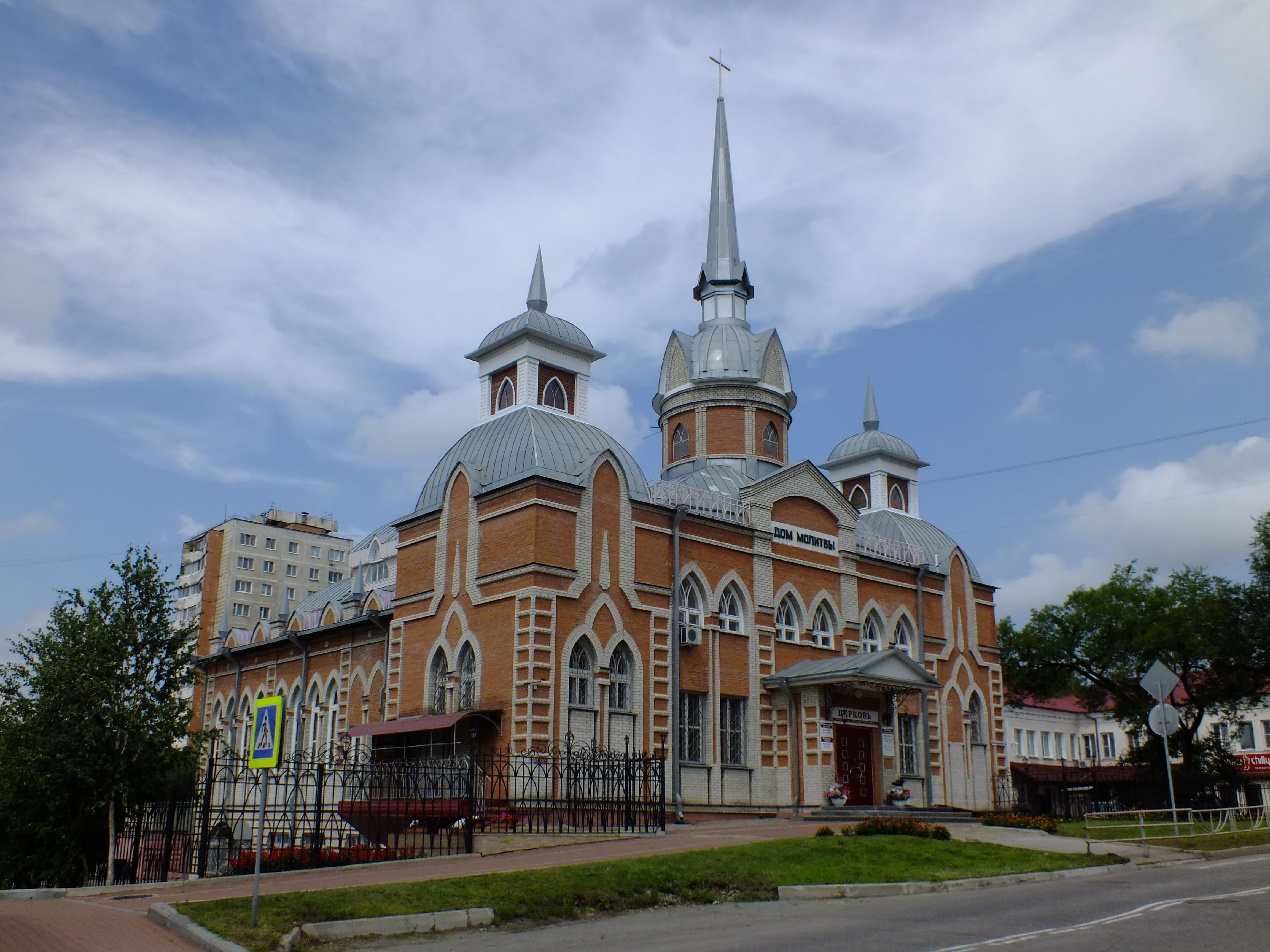
Kirche der Evangeliumschristen-Baptisten in Chabarowsk

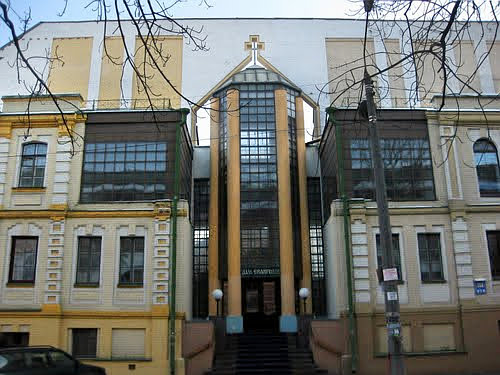
Kirche der ukrainischen Evangeliumschristen-Baptisten in Kiew

Die Evangeliumschristen-Baptisten oder Evangeliums-Christen-Baptisten  sind eine Freikirche, die sich 1944 in Moskau unter staatlichem Druck aus dem Zusammenschluss der russischen Evangeliums-Christen und Baptisten formierte. Später schlossen sich auch Teile der Pfingstbewegung, der Mennoniten und Adventisten den Evangeliumschristen-Baptisten an.
Die Kirche gründete sich 1944 als Bund der Evangeliumschristen und Baptisten, nach dem Zusammenschluss mit Teilen der Pfingstbewegung trat sie als Allunionsrat der Evangeliumschristen-Baptisten und nach dem Zusammenschluss mit den Mennoniten ab 1963 auch als Allunionsrat der Evangeliumschristen-Baptisten und Mennoniten auf.
Die Pfingstgemeinden, die sich nicht registrieren und vereinigen wollten, nannten sich Freie Evangeliums-Christen Gemeinden oder Gemeinden des Evangelischen Glaubens. Durch die Übersiedlung vieler russlanddeutscher Familien nach Deutschland finden sich seit Ende des 20. Jahrhunderts auch Gemeinden der Evangeliumschristen-Baptisten oder der Freien Evangeliums-Christen in Deutschland.

## Geschichte

### Vom Zusammenschluss bis zum Schisma in den 1960er Jahren
In Russland und der Sowjetunion entwickelten sich ab Mitte des 19. Jahrhunderts mehrere protestantische Kirchen wie die Evangeliums-Christen, Baptisten, Mennoniten und Siebenten-Tags-Adventisten sowie Pfingstgemeinden. Im Stalinismus wurden die Kirchen jedoch einem immer stärkeren politischen Druck ausgesetzt, so dass viele kirchliche Strukturen zum Erliegen kamen. Erst mit dem Großen Vaterländischen Krieg 1941 bahnte sich eine Änderung der staatlichen Kirchenpolitik an. Unter staatlichem Druck vereinigten sich im Oktober 1944 in Moskau Evangeliums-Christen und Baptisten zum Bund der Evangeliumschristen und Baptisten (EChB) mit Sitz in Moskau. Ein Jahr später stießen auch Teile der russischen Pfingstbewegung hinzu und der Bund änderte seinen Namen in Allunionsrat der Evangeliumschristen-Baptisten (AUR der EChB).
Das Präsidium des AUR der EChB bestand aus fünf Mitgliedern: dem Vorsitzenden, zwei Stellvertretern, dem Sekretär und einem Schatzmeister. Die Ortsgemeinden wurden von Presbytern geleitet, die ihren Dienst überwiegend ehrenamtlich ausübten. Ein Oberpresbyter (alias Superintendent) kontrollierte die Arbeit der Ortspresbyter eines bestimmten Gebietes und überbrachte den Gemeinden die Direktiven des AUR. Die Regierung gewährte die Registrierung einer Ortsgemeinde nur unter der Ägide des AUR. Deshalb hatte sich 1945 ein Teil der Pfingstgemeinden dem AUR der EChB angeschlossen. In späteren Jahren schlossen sich dem AUR auch die „Christen des apostolischen Glaubens“ und die Darbysten an.
Erst 1963, 19 Jahre nach der Gründung, konnte der zweite unionsweite Kongress der Evangeliumschristen-Baptisten stattfinden. Die russlanddeutschen Mennoniten waren aufgefordert worden, sich dem AUR anzuschließen. Eine formelle Vereinbarung über den Beitritt wurde drei Jahre später abgeschlossen. Der Verband trat ab 1963 als Allunionsrat der Evangeliumschristen-Baptisten und Mennoniten auf. Vertreter der Evangeliumschristen-Baptisten nahmen auch als Gäste an Mennonitischen Weltkonferenzen teil. Der Übertritt eines Großteils der Mennoniten führte dazu, dass sich noch heute viele Russlanddeutsche mennonitischer Herkunft mit den Evangeliumschristen-Baptisten identifizieren. Doch hat auch die insbesondere zur Zeit des Großen Terrors unter Stalin stattgefundene religiöse Verfolgung zu einem Verschwimmen der vorherigen konfessionellen und ethnischen Grenzen innerhalb der Evangeliumschristen-Baptisten geführt. Nach den traumatischen Erfahrungen von Gewalt und Deportation versammelten sich die evangelischen Christen nun jenseits von denominationellen und/oder ethnischen Unterschieden. Der Bund blieb viele Jahre neben der Russisch-Orthodoxen Kirche die einzig landesweit anerkannte Kirchengemeinschaft. Einzelne Gemeinden wie die Mennonitischen Brüdergemeinden erhielten ab 1966 zumindest wieder das Recht, sich unter ihrem eigenen Namen versammeln und Deutsch als Kirchensprache zu verwenden.

### Die Spaltung des Allunionsrates der Evangeliumschristen und Baptisten
Zur Zeit der antireligiösen Kampagne Chruschtschows spaltete sich im August 1961 der nicht-anerkannte Rat der Kirchen der Evangeliumschristen-Baptisten (Initiativniki) ab.

#### Die Vorgeschichte
Seit 1949 wurde die Registrierung neuer Gemeinden de facto kaum noch möglich. Der „Rat für Religionsangelegenheiten“ beim Ministerrat der UdSSR sollte die christlichen Gemeinden von innen zersetzen. Die kommunistische Ideologie betrachtete die religiöse Weltanschauung als ein bourgeoises Überbleibsel. Deshalb wurde 1957 die „Liga der militanten Atheisten“ in die Gesellschaft „Wissen“ (Znanie) umbenannt, die sich überwiegend der Herausgabe von antireligiöser Aufklärungsliteratur widmete. Bis 1962 erschienen 355 Bücher antireligiösen Inhalts in einer Gesamtauflage von 5.422.000 Exemplaren. 1959 wurde an allen Schulen der Sowjetunion der Unterricht in atheistischer Weltanschauung eingeführt und bald darauf das Fach „Wissenschaftlicher Atheismus“ an den Hochschulen verpflichtend. Im Jahre 1960 fügte das sowjetische Parlament den Artikel 142 in das Strafgesetzbuch (SGB) ein, der für Verstöße gegen die Gesetze über die religiösen Kulte eine Freiheitsstrafe von bis zu drei Jahren vorsah. Der XXII. Parteitag der KPdSU 1961 beschloss die Verwirklichung des Kommunismus in der Sowjetunion bis zum Jahre 1980 und in ihrem neuen Parteiprogramm u. a.: „Die Partei nutzt in ihrer Arbeit den zeitgemäßen ideologischen Einfluss, um ihre Bürger im Geiste der materialistischen Philosophie zu erziehen, sie von religiösen Vorurteilen und Überbleibseln zu befreien […] Es ist notwendig, eine systematische wissenschaftliche atheistische Propaganda zu führen.“ Im Juli 1962 wurde Art. 142 des SGB durch Art. 227 verschärft, der für das gleiche Vergehen einen Freiheitsentzug von bis zu fünf Jahren vorsah. Im selben Jahr wurden der Rat für Religionsangelegenheiten und der „Rat in Angelegenheiten der Russisch-Orthodoxen Kirche“ (ROK) beim Ministerrat der UdSSR mit strafrechtlichen Befugnissen betraut. 1966 wurde in jeder Stadt der UdSSR ein Bevollmächtigter für religiöse Angelegenheiten eingesetzt, dessen Aufgabe es war, gemeinsam mit dem KGB die Einhaltung der Religionsgesetze zu überwachen.
Angesichts dieser Entwicklung versammelte sich das Präsidium des AUR der EChB am 25. Dezember 1959 zu einer dreitägigen Krisensitzung, die entscheiden sollte, ob der AUR noch eine Existenzberechtigung habe. Zu dieser Zeit waren dem AUR 2093 registrierte Gemeinden angeschlossen, etwa 1000 Gemeinden hatten noch keine Registrierung und Legitimation erhalten. Etwa 80 % der Mitglieder waren Frauen, 20 % Männer, 20 % der Mitglieder waren jünger als 30 Jahre, 20 % waren Arbeiter, 30 % Bauern, 15 % Angestellte, 30 % Hausfrauen und 5 % Rentner. Unter dem Druck der KPdSU verabschiedete das Präsidium des AUR bei jener Sitzung zwei Dokumente: die Verordnung für die EChB-Gemeinden und den Instruktionsbrief an alle Oberpresbyter des AUR der EChB. Beide Dokumente wurden zur Billigung dem Rat für Religionsangelegenheiten zugesandt. Diese beiden Dokumente retteten zwar die Existenz des AUR, wurden aber von vielen Christen als Apostasie angesehen. Sie waren über folgende Punkte in diesen Texten verstört:
- Die Zusammensetzung des seit 19 Jahren amtierenden AUR blieb unverändert, obwohl er seit seiner Einsetzung nicht durch eine Wahl bestätigt worden war. Eine Durchführung von Bundeskonferenzen war laut Nr. 18 der Verordnung für die EChB-Gemeinden nicht vorgesehen.
- Die Oberpresbyter durften an Gottesdiensten der Ortsgemeinden nicht teilnehmen, sondern sie sollten sich der Kontrolle der Einhaltung der Direktiven und Verordnungen des AUR widmen.
- Die Taufe von Personen im Alter zwischen 18 und 30 Jahren sollte vermindert werden.
- Predigen durften nur der Presbyter, Mitglieder des Exekutivkomitees, in Ausnahmefällen Mitglieder der Revisionskommission halten.
- Ziel der Gottesdienste durfte nicht die Werbung neuer Mitglieder sein, sondern einzig und allein die Erbauung der jeweiligen Mitglieder.
- Die Presbyter sollten jeden Aufruf zur Buße im Gottesdienst unterlassen. Auftritte von Chören und Orchestern wurden strikt verboten.
- Gottesdienste sollten nur innerhalb der vier Wände einer registrierten Kirche erlaubt sein, keineswegs außerhalb.
- Gläubige, die von namentlich nicht bekannten Personen getauft wurden, durften nicht in die Gemeinde aufgenommen werden, es sei denn, sie erklären sich mit der Verordnung für die EChB-Gemeinden einverstanden.

Der Instruktionsbrief an alle Oberpresbyter des AUR der EChB hielt den Gläubigen vor, aus mangelnder Kenntnis der Gesetze über die Ausübung der religiösen Kulte dagegen verstoßen zu haben. Man habe Kinder zu Gottesdiensten zugelassen und Jugendliche getauft. Man habe Notleidende aus der Kirchenkasse unterstützt. Man habe in Bibelstunden und Versammlungen erlaubt, Gedichte vorzutragen. Es habe Treffen für Prediger für Chorleiter gegeben. Solche Verstöße dürften in den Gemeinden nicht zugelassen werden. Die Verordnung für die EChB-Gemeinden und der Instruktionsbrief an alle Oberpresbyter des AUR der EChB riefen eine Welle von Protesten hervor.

#### Die Spaltung innerhalb der Gemeinden des AUR der EChB und deren Folgen
Während der Tauwetter-Periode Mitte der 1950er Jahre wurden viele inhaftierte Christen, darunter auch Baptisten, aus Gefängnissen und Arbeitslagern entlassen. Man schrieb diese Geste Nikita Chruschtschow zu und meinte, Christen könnten nun nach ihrem Glauben leben. Dies stellte sich jedoch bald als Trugschluss heraus. Auch die Hoffnung, dass die befreiten Christen sich nun den registrierten Gemeinden anschließen würden, erfüllte sich nur teilweise. Denn viele ehemalige christliche Häftlinge schlossen sich nichtregistrierten EChB-Gemeinden an. Sie waren durch die Straflager „geimpft“ gegen Personen, die ihre Mitinsassen bespitzelt hatten, und fürchteten, in registrierten Gemeinden wieder auf Kollaborateure zu treffen. Sie staunten nicht wenig, dass die AUR-Leitung ins Ausland reisen durfte und dass Alexander Karew, der Generalsekretär des AUR, und Michail Orlow, der stellvertretende Vorsitzende, für die Mitwirkung in der Christlichen Friedenskonferenz vom Staat ausgezeichnet wurden. Diese Tatsachen „überzeugten“ sie, dass der AUR mit den kommunistischen Machthabern zusammengearbeitet und deren Interessen vertreten habe.
Vielerorts begannen sich EChB-Gemeinden vom AUR abzuspalten. Daraufhin schlug Gennadij Krjutschkow (1926–2007), Presbyter der nichtregistrierten EChB-Gemeinde der Stadt Uslowaja, im Frühjahr 1961 vor, eine Initiativgruppe zur Vorbereitung eines Allunionskongress der EChB einzuberufen. In ihrem ersten offenen Brief hielt die Initiativgruppe der AUR-Leitung vor, von den biblischen Grundsätzen des Gemeindeaufbaus abzurücken, Geistliche ohne die Einwilligung der jeweiligen Gemeinden einzusetzen, die Teilung in registrierte und nichtregistrierte Gemeinden provoziert zu haben, nicht durch Wahl durch die Gemeindedelegierten legitimiert zu sein und mit den kommunistischen Behörden gemeinsame Sache gegen die Gemeinden zu machen. Dieser Angriff auf den AUR war massiv, und nicht wenige Baptisten, besonders die aus den registrierten EChB-Gemeinden, taten sich damit schwer. Alexander Karew war für viele ein Held, auch er hatte im Gefängnis gesessen. Sollte er nun ein Handlanger der Kommunisten sein? Bei der Plenarsitzung der Oberpresbyter vom 29. November bis zum 2. Dezember 1962 wurde die Tätigkeit der Initiativgruppe nicht gutgeheißen. Doch dass Karew dabei die Ablehnung des „Instruktionsbriefes“ mit der Ablehnung der Regierung gleichsetzte, war – vorsichtig gesagt – unglücklich formuliert, insofern eine solche Aussage den Behörden Anlass gab, die Opposition gegen den AUR als antisowjetische Elemente zu diffamieren.
Am 25. Februar 1962 wurde die Initiativgruppe in „Organisationskomitee zur Einberufung des Allunionskongresses der EChB“ umbenannt. Mitglieder dieses Komitees wurden, neben Krjutschkow, A.F. Prokofjew (1915–1995), G.P. Vins (1928–1998), A.A. Schalaschow (1880–1963, er starb im Gefängnis) und N.G. Baturin (1927–1988). Der AUR der EChB und das Organisationskomitee standen sich unversöhnt gegenüber. In einem Schreiben an alle registrierten EChB-Gemeinden vom 2. Juni 1962 nannte der AUR die Arbeit der „Initiativniki“ bzw. des Organisationskomitees eine „Inspiration des Feindes“ bzw. des Teufels. Die Reaktion des Organisationskomitees war vorauszusehen. Eine Delegiertenversammlung sprach dem AUR samt einigen Oberpresbytern das Recht ab, Gottesdienste zu leiten, zu predigen und die Gemeinden zu repräsentieren. Dies betraf neben Karew den Vorsitzenden des AUR, Jakov I. Schidkow (1885–1966), I.G. Iwanow (1898–1985), I.I. Motorin (1895–1974) und A.I. Mizkewitsch (1901–1988), der selbst in den Jahren 1934 bis 1937 und 1942 bis 1946 als Christ im Gefängnis gesessen hatte. Im August 1963 schrieb das Organisationskomitee der EChB an Nikita Chruschtschow und bat ihn, im Konflikt zwischen AUR und Organisationskomitee zu vermitteln. Man glaubte, dass die Mitglieder des AUR vom Rat für Religionsangelegenheiten und vom KGB gesteuert seien, und wandte sich daher direkt an den Generalsekretär der KPdSU mit der Bitte, einen Baptistenkongress unter der Leitung des Organisationskomitees zu genehmigen. Gleichzeitig bat der AUR die Regierung, einen Kongress unter seiner Leitung zu gewähren. Dieser Bitte wurde entsprochen: Der AUR-Kongress konnte 1963 zusammentreten.
Da das Organisationskomitee die Autorität dieses AUR-Kongresses nicht anerkannte, wählte es einen Kirchenrat. Damit war die Spaltung der EChB-Gemeinden auch institutionell besiegelt.
Viele ältere Christen waren entsetzt über die Feindseligkeit zwischen den Lagern, die sich beide auf den Heiligen Geist beriefen. Es könne doch nicht sein, dass der Heilige Geist Christen dazu bewege, Schmähungen gegeneinander auszusprechen. So kam es zur Entstehung autonomer („neutraler“) EChB-Gemeinden.
Bis 1966 sollen sich 155.000 Christen den „Initiativniki“ angeschlossen haben. Die Behörden konnten sich damit nicht abfinden. Die Gottesdienste der nichtregistrierten EChB-Gemeinden wurden von den Ordnungskräften aufgelöst, viele Eltern verloren ihre Kinder, die in Waisenhäuser untergebracht und atheistisch erzogen wurden. In den Jahren 1961 bis 1970 wurden 524 Baptisten und Baptistinnen verhaftet und zu diversen Haftstrafen verurteilt. Im Jahre 1971 wurden 48 Baptisten verhaftet, 53 im Jahre 1972, 70 zwischen 1973 und 1975. Im Januar 1980 befanden sich 49 Baptisten in der Haft, 108 im Mai 1982.
1963 begründeten nichtregistrierte EChB die Zeitschrift Vestnik Spasenija (Bote der Rettung), die 1976 in Vestnik Istiny (Bote der Wahrheit) umbenannt wurde und bis heute erscheint. 1966 wandte sich der EChB-Kirchenrat mit der vergeblichen Bitte an die Regierung, den Druck von 10.000 Bibeln und 5.000 Liederbüchern zu erlauben. Daraufhin druckte der Verlag Christjanin im Untergrund in zwölf Jahren eine halbe Million Neuer Testamente in Russisch, Ukrainisch, Ossetisch, Deutsch und in anderen Sprachen, außerdem das Bruderblatt, die Zeitschrift Bote der Wahrheit und das Bulletin des Rates der Verwandten inhaftierter EChB. Der Geheimdienst entdeckte die erste Druckerei erst nach drei Jahren auf dem lettischen Gehöft Ligukalis. Die nächste Druckerei wurde 1977 in Iwangorod entdeckt. Im Januar 1980 flogen die Druckereien Starye Kodaki in der Ukraine auf, im Juni 1980 die in Glivenki bei Noworossijsk und im Jahre 1982 die in der Stadt Tokmak in Kirgisistan. Alle Mitarbeiter wurden zu drei Jahren Haft verurteilt, unter ihnen auch Georgi Vins, der im Jahre 1974 die Druckereiarbeit in der UdSSR koordinierte. 1979 wurde er mit anderen politischen Häftlingen im Austausch für zwei sowjetische Agenten in die USA abgeschoben. Seine Mutter Lydia Michailowna Vins wurde Auslandsekretärin des Rates der Verwandten inhaftierter EChB.
Nach der Perestroika wurde der Kirchenrat in „Internationale Union der Kirchen der ECB“ (IUCECB) umbenannt. Er gab die Zahl seiner Gemeinden zum 1. Januar 2008 mit 2964 an und die der Mitglieder mit 68.000, davon rund 20.000 in Russland. Nach dem Tod des Präsidenten Gennadi Krjutschkow 2007 wurde Nikolai Antonjuk in dieses Amt berufen, sein Stellvertreter wurde Gennadi Jefremov.

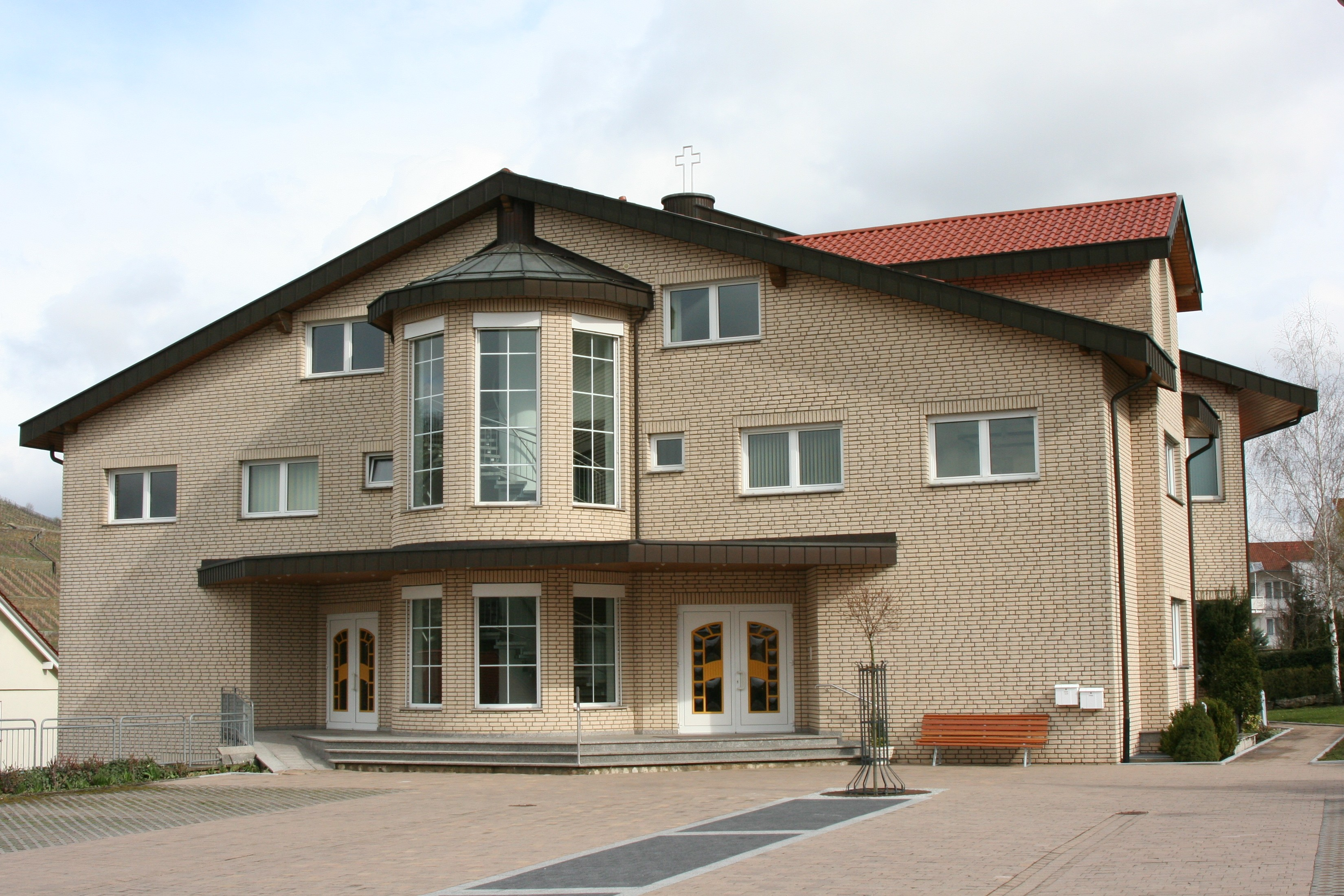
Bethaus der Evangeliumschristen-Baptisten in Weinsberg

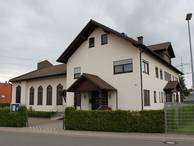
Bethaus der Freien Evangeliums-Christen Gemeinde e. V. in Ramstein

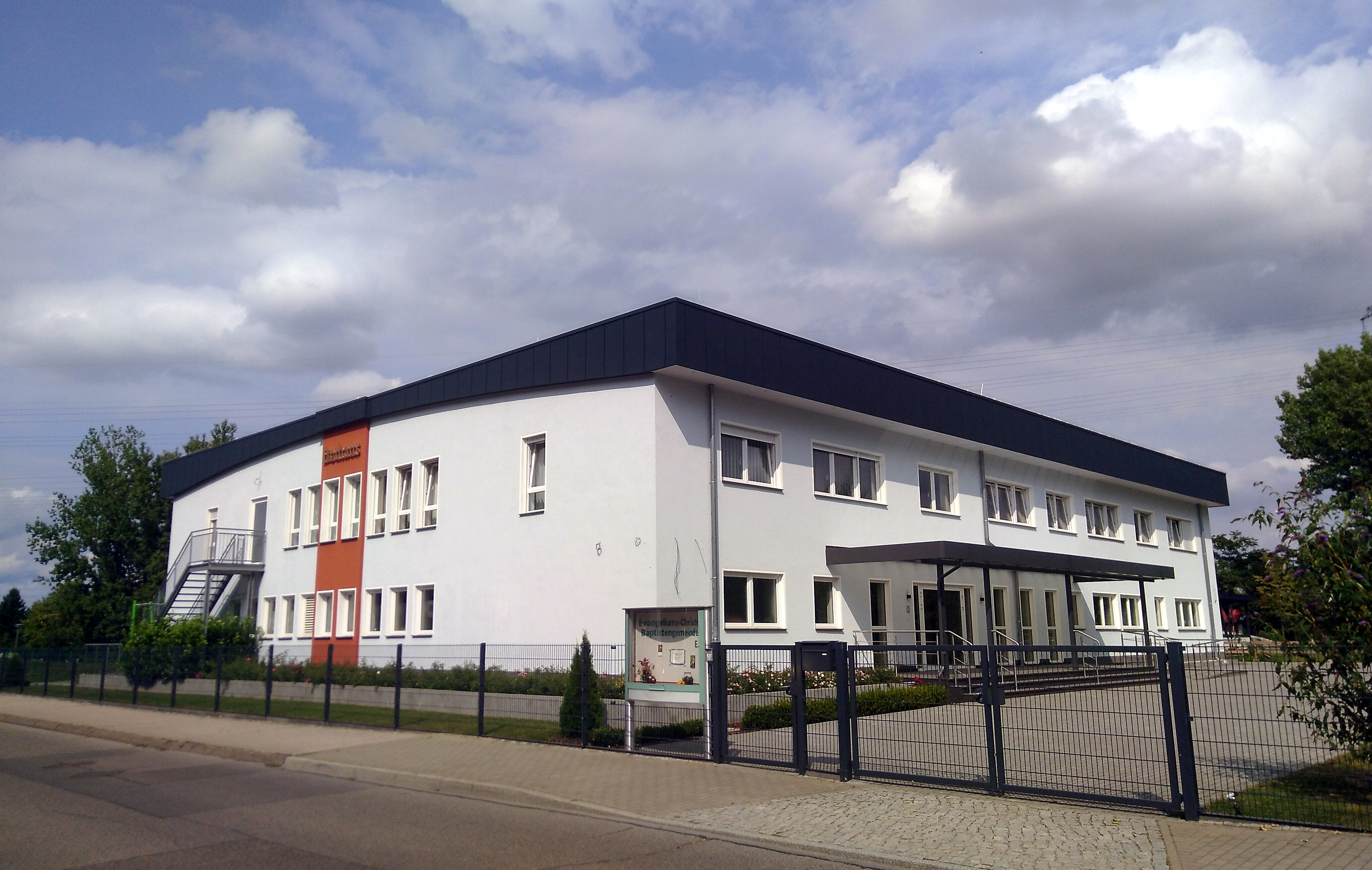
Bethaus der Evangeliums-Christen-Baptistengemeinde in Berlin-Marzahn

## Gegenwart
Die 1991 aus dem Allunionsrat der Evangeliumschristen-Baptisten entstandene Russische Union der Evangeliumschristen-Baptisten ist heute mit etwa 80.000 Mitgliedern die größte protestantische Kirche in Russland. Die Beziehung zur IUCECB hat sich zwar verbessert, eine Wiedervereinigung ist jedoch nicht in Sicht.
Auch in der Ukraine und anderen osteuropäischen Ländern bestehen nationale Gemeindeverbände der Evangeliumschristen-Baptisten. Viele davon arbeiten international in der Euro-Asiatischen Vereinigung der Unionen der Evangeliumschristen-Baptisten zusammen.
Die Föderation der Euro-Asiatischen Vereinigung der Unionen der Evangeliumschristen-Baptisten umfasst die folgenden nationalen Körperschaften der Evangeliums-Christen-Baptisten:
- Allukrainische Union der Evangeliumschristen-Baptisten
- Russische Union der Evangeliumschristen-Baptisten
- Union der Kirchen der Evangeliumschristen-Baptisten von Moldawien
- Union der Kirchen der Evangeliumschristen-Baptisten von Belarus
- Union der Kirchen der Evangeliumschristen-Baptisten von Kasachstan
- Georgische Union der Evangeliumschristen-Baptisten
- Union der Kirchen der Evangeliumschristen-Baptisten von Armenien
- Union der Evangeliumschristen-Baptisten von Kirgisistan
- Union der Evangeliumschristen-Baptisten von Aserbaidschan
- Union der Kirchen der Evangeliumschristen-Baptisten in Zentralasien (Usbekistan, Turkmenistan)
- Union der Evangeliumschristen-Baptisten von Tadschikistan
- Gemeindevereinigung von Evangeliums-Christen-Baptisten (GV EChB)

Über die Rückwanderung von Russlanddeutschen nach Deutschland haben sich seit Ende des 20. Jahrhunderts auch an vielen deutschen Orten Gemeinden von Evangeliums-Christen oder Evangeliumschristen-Baptisten gegründet. Ein Teil der hier neu entstandenen Gemeinden hat sich in Gemeindeverbänden wie der Vereinigung der Evangeliumschristen-Baptisten in Deutschland e. V., der Bruderschaft der Freien Evangeliums Christen Gemeinden oder der Arbeitsgemeinschaft evangelikaler Gemeinden zusammengefunden. Ein Teil ist über die Arbeitsgemeinschaft der Evangeliumschristen-Baptisten im Bund Evangelisch-Freikirchlicher Gemeinden mit deutschen Baptisten verbunden oder ist mit Mennonitischen Brüdergemeinden im Bund Taufgesinnter Gemeinden zusammengeschlossen. Daneben gibt es auch Gemeinden außerhalb von Gemeindeverbänden.